# José Ribelles
José Ribelles ou « Felip », né José Ribelles y Helip en 1778 à Valence et mort en 1835 à Madrid, est un graveur et peintre espagnol.

## Biographie
Il naît à Valence, où il se forme aux côtés de son père, également peintre et homonyme, José Ribelles. De style néoclassique, il continue ses études à l'Académie royale des beaux-arts de San Carlos. Il y fait la connaissance puis devient disciple de Vicente López y Portaña.
Il arrive à Madrid en 1799 et devient académicien à l'Académie royale des beaux-arts de San Fernando en 1818.

## Œuvre

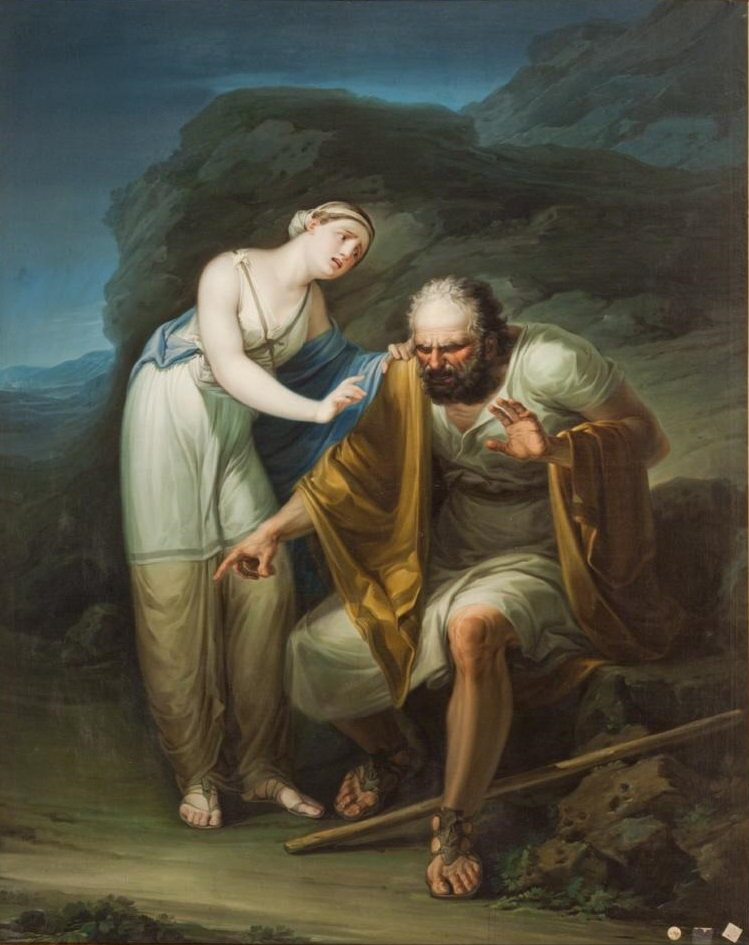
Œdipe et Antigone, huile sur toile, 210×167 cm, Madrid, Académie royale des beaux-arts de San Fernando.

Lui sont attribués les dessins pour les quatre gravures chalcographiées réalisées par Tomás López Enguídanos sur le soulèvement du Dos de Mayo dont il a signé les dessins d'une seconde impression gravée par Alejandro Blanco y Asensio.
Il a illustré une édition de 1819 de Don Quichotte, en réalisant des dessins gravés par Alejandro Blanco et Tomás López Enguídanos.
Il est l'auteur de gravures dans plusieurs ouvrages dont :
- Miguel de Cervantes, Don Quichotte[3]
- Colección de trajes de España[4]
- Artur Ramon, El siglo de Caylus[5]
- Calendario manual y guia de forasteros en Madrid para el año de 1835[6]